# Marathon van Fukuoka 2005
De marathon van Fukuoka 2005 werd gelopen op zondag 4 december 2005. Het was de 59e editie van de marathon van Fukuoka. Aan deze wedstrijd mochten alleen mannelijke elitelopers deelnemen. De Oekraïner Dmytro Baranovskiy kwam als eerste over de streep in 2:08.29.

## Uitslagen
| rang   | naam                  | land | tijd    |
| ------ | --------------------- | ---- | ------- |
| Goud   | Dmytro Baranovsky     | UKR  | 2:08.29 |
| Zilver | Julio Rey             | ESP  | 2:09.41 |
| Brons  | Atsushi Fujita        | JPN  | 2:09.48 |
| 4      | Dejene Birhanu        | ETH  | 2:11.48 |
| 5      | Abdelkader El Mouaziz | MAR  | 2:12.12 |
| 6      | Tomoaki Kunichika     | JPN  | 2:13.49 |
| 7      | Erick Wainaina        | KEN  | 2:15.18 |
| 8      | Huw Lobb              | GBR  | 2:15.27 |
| 9      | James Wainaina        | KEN  | 2:17.08 |
| 10     | Kentaro Ito           | JPN  | 2:18.43 |

1947 ·
1948 ·
1949 ·
1950 ·
1951 ·
1952 ·
1953 ·
1954 ·
1955 ·
1956 ·
1957 ·
1958 ·
1959 ·
1960 ·
1961 ·
1962 ·
1963 ·
1964 ·
1965 ·
1966 ·
1967 ·
1968 ·
1969 ·
1970 ·
1971 ·
1972 ·
1973 ·
1974 ·
1975 ·
1976 ·
1977 ·
1978 ·
1979 ·
1980 ·
1981 ·
1982 ·
1983 ·
1984 ·
1985 ·
1986 ·
1987 ·
1988 ·
1989 ·
1990 ·
1991 ·
1992 ·
1993 ·
1994 ·
1995 ·
1996 ·
1997 ·
1998 ·
1999 ·
2000 ·
2001 ·
2002 ·
2003 ·
2004 ·
2005 ·
2006 ·
2007 ·
2008 ·
2009 ·
2010 ·
2011 ·
2012 ·
2013 ·
2014 ·
2015 ·
2016 ·
2017